# بي أم أم آي

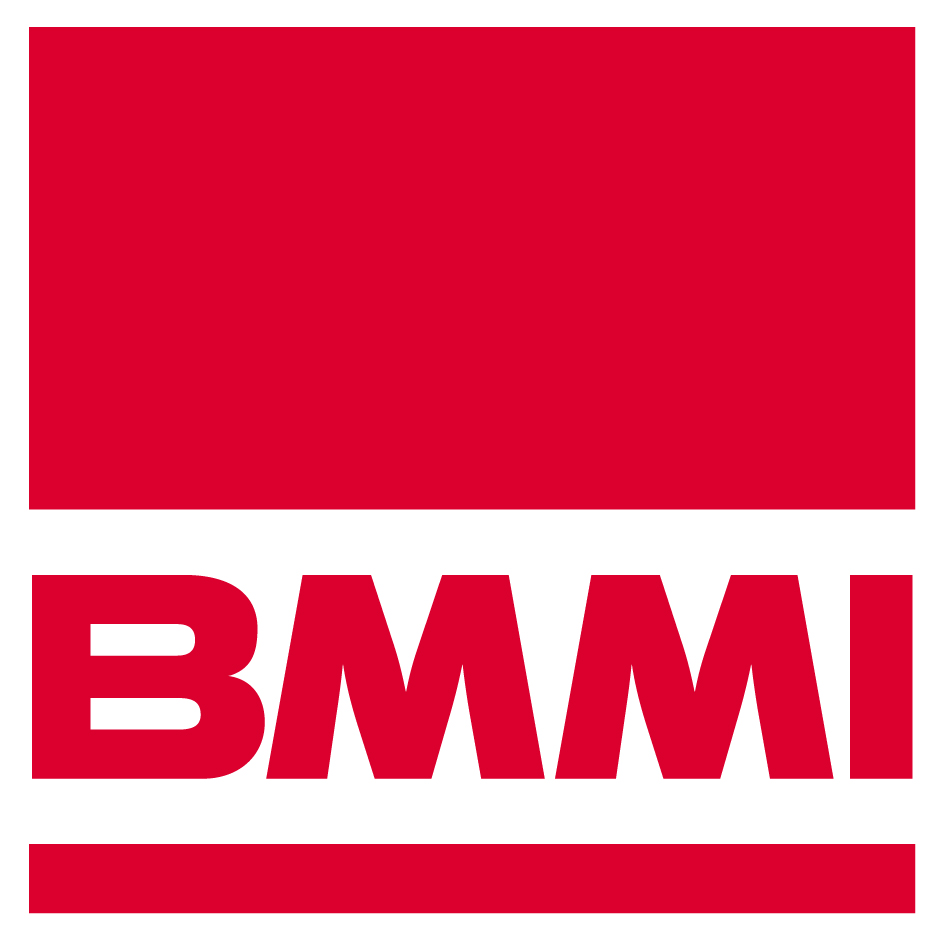
شعار الشركة

بي إم إم آي هي شركة بيع بالتجزئة والتوزيع والتوريد ومقرها في قرية سترة بمملكة البحرين ولها مكاتب خارجية في قطر وجيبوتي وغانا والغابون وكينيا ومالي والسودان وجنوب السودان وواشنطن.
بي إم إم آي هي شركة مساهمة عامة مستقلة ومدرجة في سوق البحرين للأوراق المالية.

## التاريخ
في عام 1883 أنشأ غراي بول وهو مالك شركة متاجر بريطانية في الخليج العربي الفرع المحلي في البحرين. بعد عملية الدمج في عام 1936 تم تغيير اسم شركة إلى غراي ماكنزي وفي عام 1955 أصبحت جزء من مجموعة انشكيب.
في عام 1980 شكلت المجموعة في مشروع مشترك مع مساهمين بحرينيين لتشكيل شركة البحرين للملاحة والتجارة الدولية (بي إم إم آي). تم إدراج الشركة الجديدة في وقت لاحق في سوق البحرين للأوراق المالية. عندما باعت انشكيب حصتها في عام 1999 أصبحت بي إم إم آي شركة مساهمة عامة بحرينية بالكامل. في عام 2003 اتسعت قاعدة حصة المجموعة للمستثمرين في جميع أنحاء دول مجلس التعاون لدول الخليج العربية.
في عام 2008 احتفلت بي إم إم آي بمرور 125 سنة على إنشائها وفي عام 2010 غيرت الشركة اسمها من شركة البحرين للملاحة والتجارة الدولية إلى مجرد اختصار بي إم إم آي.

## مجالات الأعمال الأساسية

### شركة توزيع سلع إستهلاكية التوزيع
الشركة هي الموزع وتاجر الجملة وبائع التجزئة من المواد الغذائية والسلع المنزلية في البحرين وقطر حيث تعمل بوصفها شركة نادر للتجارة والتسويق والتوزيع.
من منتجاتها: الحلويات والآيس كريم وتعبئة الأغذية وبيع الأغذية المعلبة الجاهزة والقهوة والتوابل والحبوب والأرز والمعكرونة ومنتجات الألبان والمواد الغذائية للحيوانات الأليفة ومواد التجميل والعطور ومستحضرات التجميل والتبغ ومواد التنظيف والغسيل والمطبخ والسلع المنزلية.
تمثلها بعض الوكالات والعلامات التجارية مثل مارس والحديقة الأمريكية وستورك وكلوقز وياردلي وجرجنز وكريم 21 وكولجيت وهنكل وتبغ اليابان ورد بل.

### المشروبات
بي إم إم آي للمشروبات هي الموزع وتاجر الجملة وبائع التجزئة للوكالات والعلامات التجارية من البيرة والمشروبات الروحية والخمور والمشروبات الكحولية والشمبانيا الدولية. ولديها محل واحد للبيع بالتجزئة يلبي التجارة المرخصة في البحرين.
العلامات التجارية التي تمثلها تشمل جاي دبليو آر إل وغوردون وأمستل وأمستل الخفيفة وسترونغبو وبيكام وجاك دانيلز وباكاردي مارتيني وباكاردي بريزر وديوارز وهاينكن وبدويايزر وريمي كوانترو وسميرنوف. في عام 2008 استحوذت بي إم إم آي على ملكية ماك أندروز ويسكي سكوتش مما يجعلها العلامة التجارية الأولى المملوكة من قبل المجموعة.
في عام 2009 واجهت تجارة المشروبات عقبة عندما قررت الحكومة البحرينية حظر بيع الكحول في المناطق السكنية مما أدى إلى أحد أكبر منافذ البيع بالتجزئة. وقد تم تعزيز ذلك عن طريق حكم في عام 2009 لحظر بيع الكحول في فنادق المصنفة نجمة ونجمتين في محاولة للحد من السكر في الأماكن العامة. في عام 2010 صدر حكم آخر بالسماح لمحل مرخص واحد فقط للبيع بالتجزئة مما أدى إلى إغلاق المحل الثاني.
في 10 يوليو 2014 قررت وزارة الثقافة منع بيع وتقديم المشروبات الكحولية ووقف استقدام الفنانين والفنانات ووقف العمل برخص الديسكو والمناهل (البارات) وصالات تقديم العروض الفنية العربية والأجنبية بالفنادق فئة الثلاث نجوم.

### محلات السوبرماركت
في البحرين فإن بي إم إم آي تمتلك أربع فروع لأسواق الأسرة في جزر أمواج ودرة البحرين والرفاع الغربي وسار مع خطط لفتح الفروع في البلاد.
أسواق الأسرة لديها ترخيص لبيع لحم الخنزير في البحرين على الرغم من مناقشات الحكومة الأخيرة لحظر بيع لحم الخنزير الذي من الممكن أن يؤثر على الأعمال التجارية للمجموعة.

### شركة جريت ديلي كافيه
شركة جريت ديلي كافيه هي شركة تابعة لبي إم إم آي وتنتج وجبات الطعام والأكلات الجاهزة بما في ذلك السلطات والسندويشات والسوشي. لديها فروع في جزر أمواج وسار والتي تقدم وجبات الإفطار على طراز المنزلي والحساء والسلطة والكعك والمشروبات الطازجة.

### خدمات العقود والتموين
توفر شركة بي إم إم آي خدمات عقود على أساس التخزين والتوزيع والشحن وإمدادات وتوريد للحكومة والدفاع والطاقة والقطاعات في منطقة الشرق الأوسط وأفريقيا.

### استيراد وامداد المواد الغذائية / الأجهزة التقنية
الشركاء في المجموعة مع الشركات المصنعة وتجار الجملة يوفرون المشتريات قابلة وغير قابلة للاستهلاك وإمدادات لعقود الحكومات في الخارج والمنظمات غير الحكومية والقوات المسلحة والمؤسسات الصناعية في دول مجلس التعاون الخليجي والشرق الأوسط وأفريقيا. وهذا يشمل استيراد وتوريد أطعمة ومواد غذائية وخضراوات طازجة وكذلك الأجهزة الصناعية والمعدات وقطع الغيار.

### العقود الحكومية
وكانت شركة بي إم إم آي المورد الرئيسي للجيش الأمريكي في البحرين وقطر وقرية إسكان في السعودية منذ عام 2005. هذا العقد يمتد لخمس سنوات وتقدر قيمته بأكثر من 185 مليون دولار أمريكي ويديره مركز تموين الدفاع فيلادلفيا. وفي عام 2010 تم تمديد العقد لتستمر شركة بي إم إم آي المورد الرئيسي لخمس سنوات أخرى. كما تورد الشركة جيوش الولايات المتحدة وفرنسا وألمانيا وكذلك الأمم المتحدة والوكالة الأمريكية للتنمية الدولية في منطقة الشرق الأوسط وشرق أفريقيا.
من خلال المشروع المشترك مع انشكيب للخدمات الملاحية يتم توفير خدمات إقليمية للأسطول الأمريكي الخامس. وتشمل عقود إضافية للبحرية الأمريكية في غرب أفريقيا وجنوب أفريقيا ونيويورك وكاليفورنيا وألاسكا وأمريكا الجنوبية.

### إدارة المواقع والمرافق
شركة جي أس أس جروب بروبرتيز ماركتينغ هي شركة لإدارة المواقع والمرافق وتابعة لشركة بي إم إم آي. تخدم هذه الشركة المنظمات غير الحكومية والتعدين والبنية التحتية والنفط والغاز وتوفير مبان مؤقتة وإدارة المرافق والخدمات الغذائية والضيافة في القطاعات البرية والبحرية.

## المشاريع المشتركة والشركات التابعة

### بي إم إم آي جيبوتي
شركة خدمات لوجستية في المنطقة الحرة في جيبوتيوتحتوي على مستودع تبلغ مساحته 17،500 متر مربع والذي يوفر أماكن تخزين للتبريد والتجميد ومكيفة الهواء.
شركة بي إم إم آي جيبوتي متعاقدة مع الوكالة الأمريكية للتنمية الدولية حاليا وينطوي عملها على استلام ومناولة وتخزين 30،000 طن من المنتجات سنويا وإعادة تسليم السلع المصنعة التي تملكها الوكالة الأمريكية للتنمية الدولية. وتدير أيضا عقود الإمداد والتموين للجيوش الأجنبية والسفن البحرية الراسية في ميناء جيبوتي.

### بي و بي للتموين
شركة بي و بي للتموين هي مشروع مشترك بين بي إم إم آي وبانز ويقع مقرها في البحرين وتقوم بالتوريد والخدمات والتخزين. تتعامل الشركة في بناء وتشغيل مرافق التخزين في منطقة الشرق الأوسط.

### انشكيب لخدمات الشحن البحرين
شركة خدمات انجكيب للشحن هي مشروع مشترك بين بي إم إم آي وانشكيب للخدمات الملاحية وتوفر الخدمات البحرية الدولية. توفر شركة خدمات انجكيب للشحن مختلف وكالات الميناء وإدارة السفن سفن حاويات ووكلاء شحن والمسح البحري وخدمات دعم المشروع.

### زاد التسويق والتوزيع
في عام 2003 استحوذت المجموعة على حصة 50 في المائة من شركة زاد للتسويق والتوزيع المتخصصة في مجال تجارة الجملة للمواد الغذائية والسلع المنزلية والتوزيع في قطر.

## المسؤولية الاجتماعية
تعتبر شركة بي إم إم آي ذات مسؤولية اجتماعية وملتزمة تجاه موظفيها والمجتمع. من خلال فكر المبادرة المحلية تدعم الشركة المزارعين المحليين لتزويد العملاء بالمنتجات الطازجة المغذية وذات الجودة العالية لأسواق الأسرة. الشركة تدعم أيضا منذ فترة طويلة المعهد الإقليمي للتعلم النشط ومركز عالية للتدخل المبكر. وبالإضافة إلى ذلك كانت الشركة دائما داعما سخيا للمعاهد التعليمية المحلية وتعمل باستمرار على تدريب القوة العاملة المحلية.
بدأت في عام 2003 مخطط منحة جامعة عن طريق أسواق الأسرة بحيث تغطي الرسوم الدراسية للبكالوريوس طوال أربع سنوات في جامعة البحرين للطلاب المنتسبون لأسر ذات الدخل المنخفض. نسبة من أرباح أسواق الأسرة يذهب من أجل مساعدة المحرومين في المجتمع.